# Xingzhai (ort i Kina, Shanxi Sheng, lat 39,44, long 113,09)
Xingzhai är en ort i Kina. Den ligger i provinsen Shanxi, i den norra delen av landet, omkring 180 kilometer norr om provinshuvudstaden Taiyuan. Antalet invånare är 16 971. Befolkningen består av 8 230 kvinnor och 8 741 män. Barn under 15 år utgör 16,0 %, vuxna 15-64 år 72 %, och äldre över 65 år 10,0 %.
Runt Xingzhai är det ganska tätbefolkat, med 116 invånare per kvadratkilometer. Närmaste större samhälle är Nanhezhong, 15,0 km öster om Xingzhai. Trakten runt Xingzhai består i huvudsak av gräsmarker.
Genomsnittlig årsnederbörd är 701 millimeter. Den regnigaste månaden är juli, med i genomsnitt 185 mm nederbörd, och den torraste är januari, med 4 mm nederbörd.